# Heinrich Charrasky

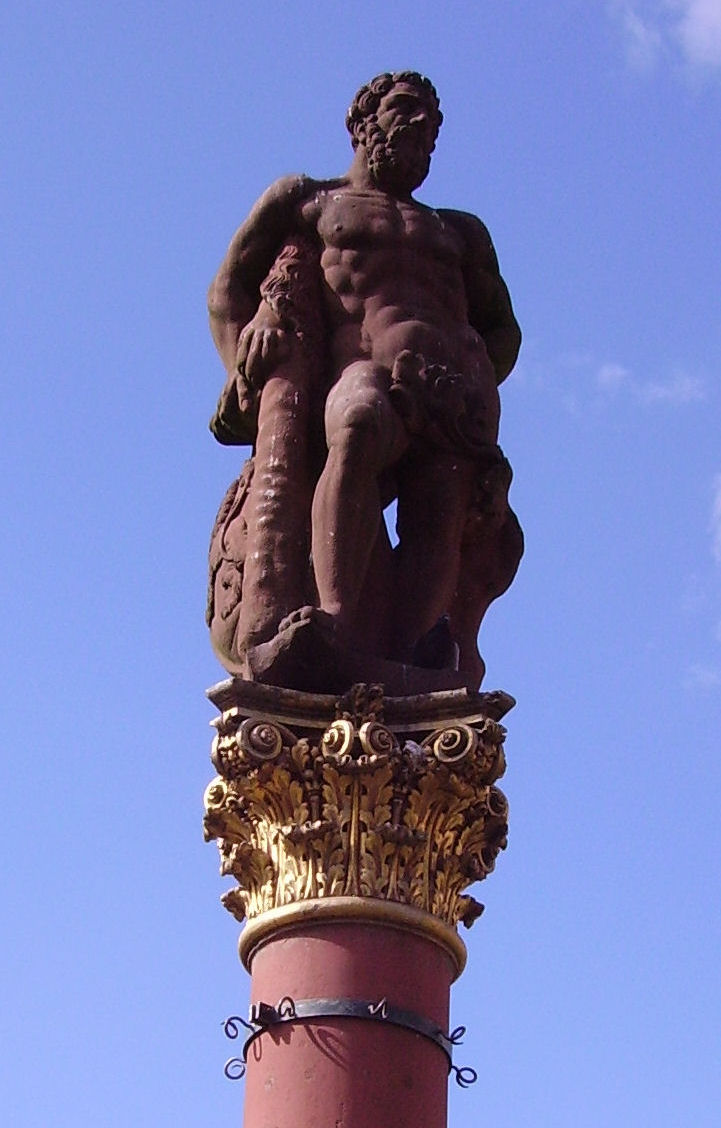
Herkulesstatue in Heidelberg

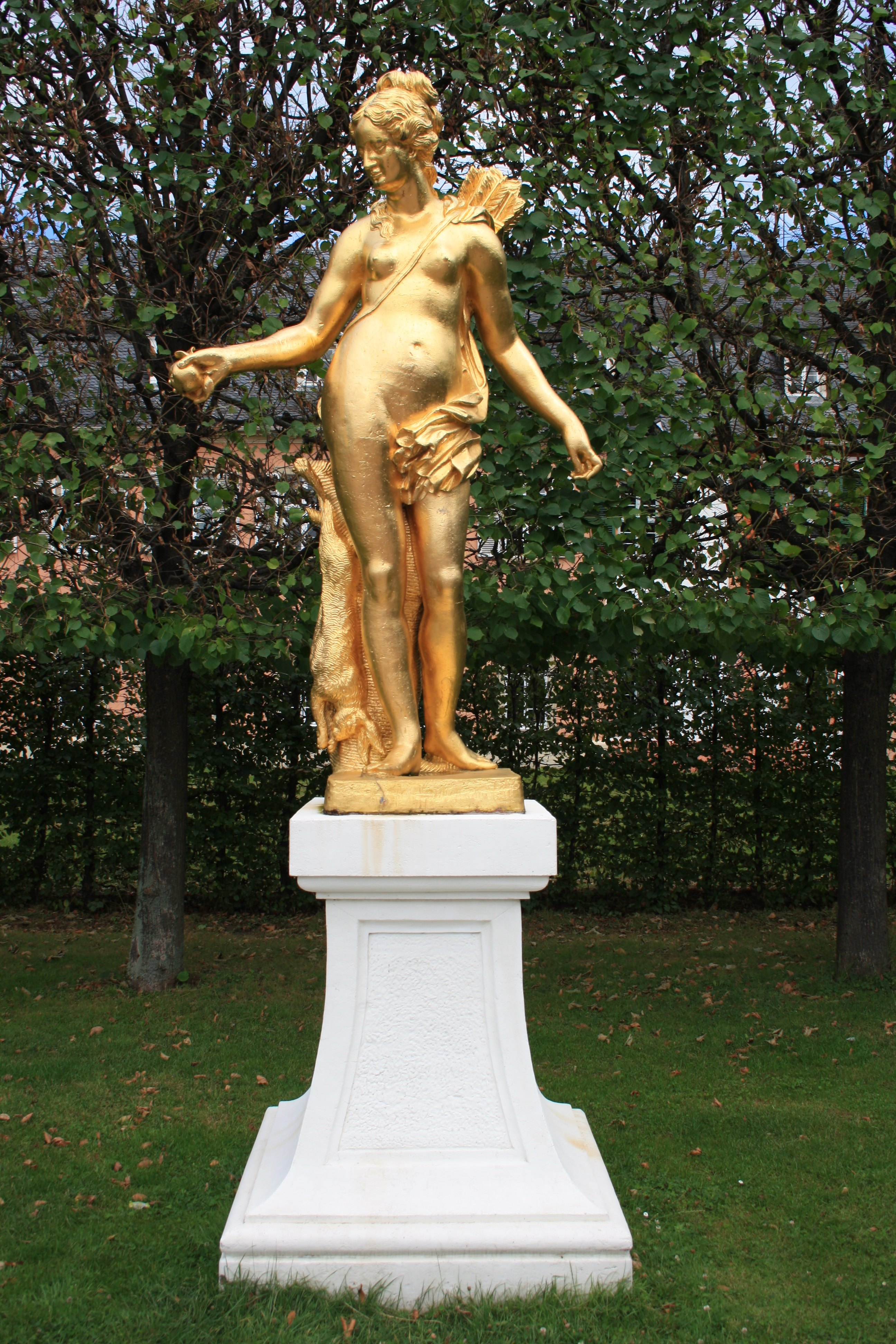
Die böotische Atalante

Heinrich Charrasky, auch Heinrich Charasky (* 1656 in Komorn; † 1710) war ein Bildhauer in der Kurpfalz.
Als Protestant wurde Charrasky verfolgt und floh 1673 aus Ungarn. Um 1690 ließ er sich in Heidelberg nieder und floh während des Pfälzischen Erbfolgekriegs zeitweise nach Wimpfen. Als Bildhauer wurde er 1692 in die Dienste des Kurfürsten Johann Wilhelm berufen, für den er zunächst im bergisch-jülischen Landesteil, so 1707 am Schloss Bensberg tätig war.  1702 fand er Aufnahme in die Heidelberger Bürgerschaft. 1710 erfolgte an ihn der Auftrag zu Ausgestaltung des kurfürstlichen Wappens am Heidelberger Rathaus. Charrasky war als Bildhauer, Baumeister und Bauschreiber tätig.
Erhalten haben sich in Heidelberg seine Statuen am Herkulesbrunnen und am Haus zum Riesen. Am Rathaus schuf er das herrschaftliche Wappen der Kurpfalz. Als Baumeister war er an der nicht erhaltenen Heidelberger Karmeliterkirche beteiligt. In Mannheim wurde er beim Bau des Alten Rathauses als Sachverständiger hinzugezogen und er schuf die Justitia-Figur über dem Eingang. Ihm sind auch die (heute vergoldete) böotische und die arkadische Atalante im Schwetzinger Schlossgarten zuzuschreiben. Außerdem war er in Neidenstein tätig. Stilistisch stehen die Werke Charaskys in Abhängigkeit vom in Düsseldorf tätigen Bildhauer Gabriel de Grupello.
1969 wurde ein Fragment von Charraskys Grabplatte gefunden, auf der sein Wappen zu sehen ist, und an der Peterskirche in Heidelberg aufgestellt.